# 수리매
수리매(영어: hawk 호크[*], 한국 한자: 鷹 응)는 맹금류의 일종이다. 그들은 널리 분포되어 있으며 남극 대륙을 제외한 모든 대륙에서 발견된다.